# Ferrari 599 GTB Fiorano
Ferrari 599 GTB Fiorano – samochód sportowy klasy wyższej produkowany pod włoską marką Ferrari w latach 2006–2012.

## Historia i opis modelu

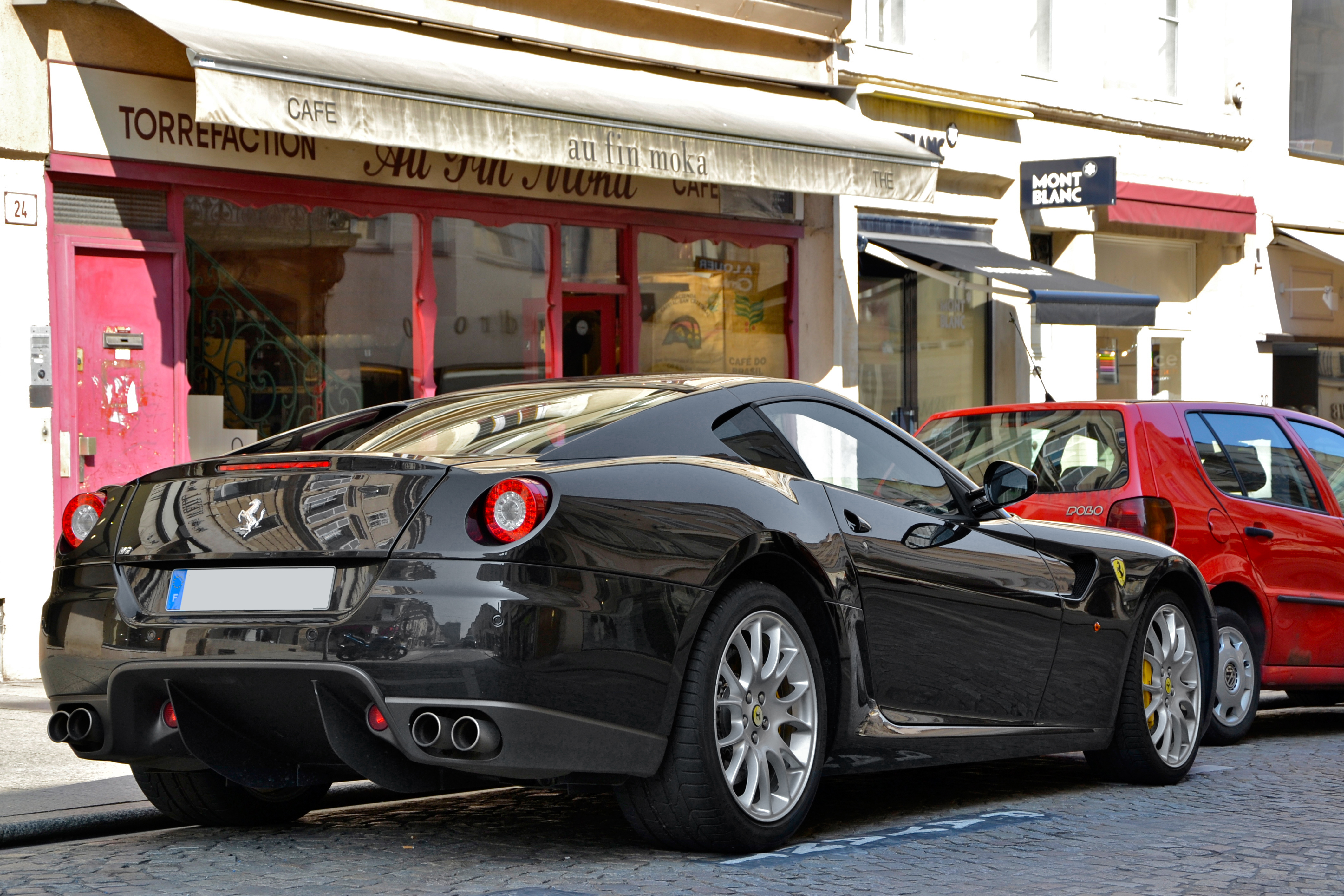
Ferrari 599 GTB Fiorano – tył

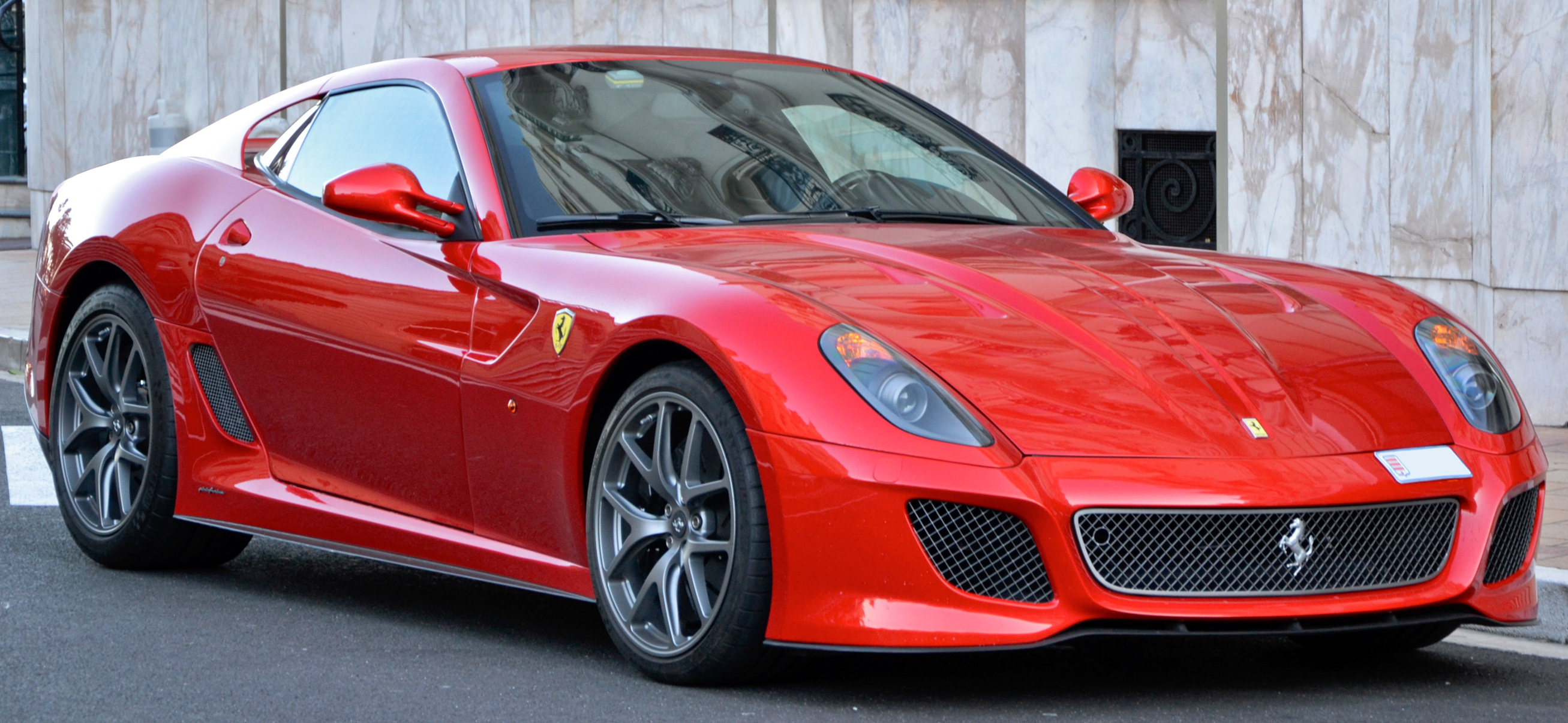
Ferrari 599 GTO

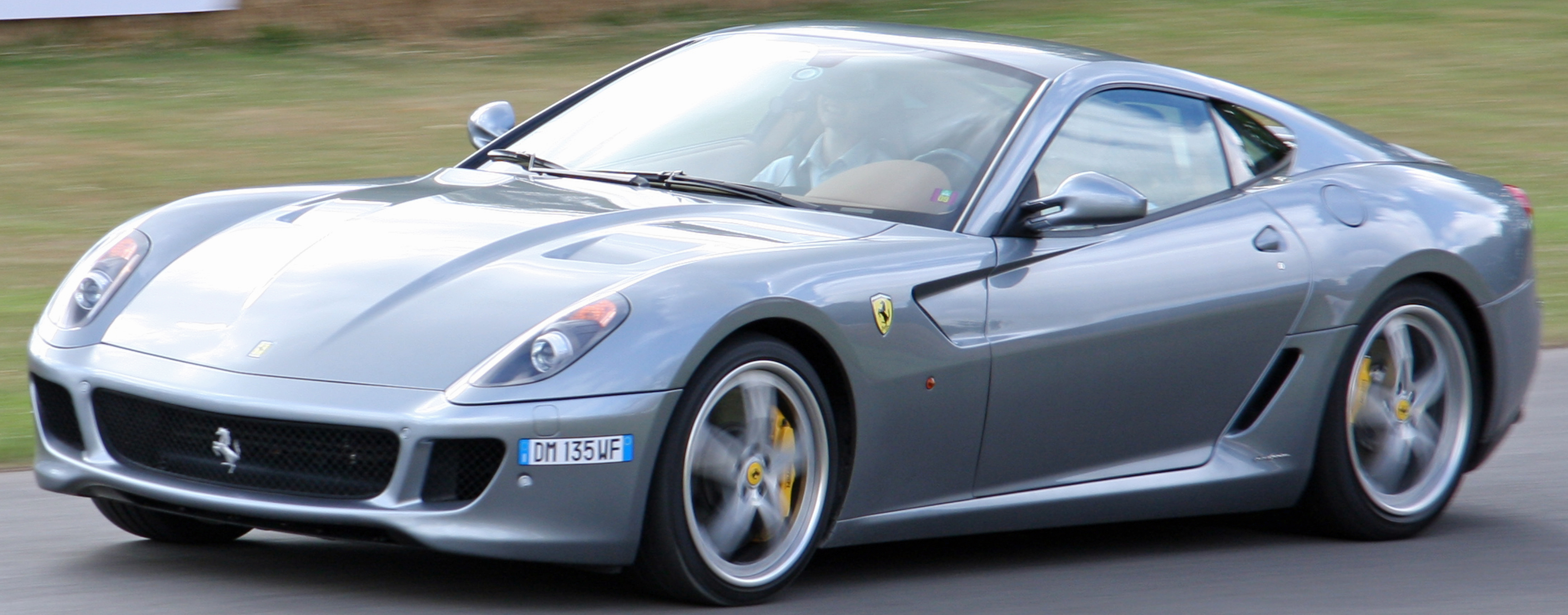
Ferrari 599XX

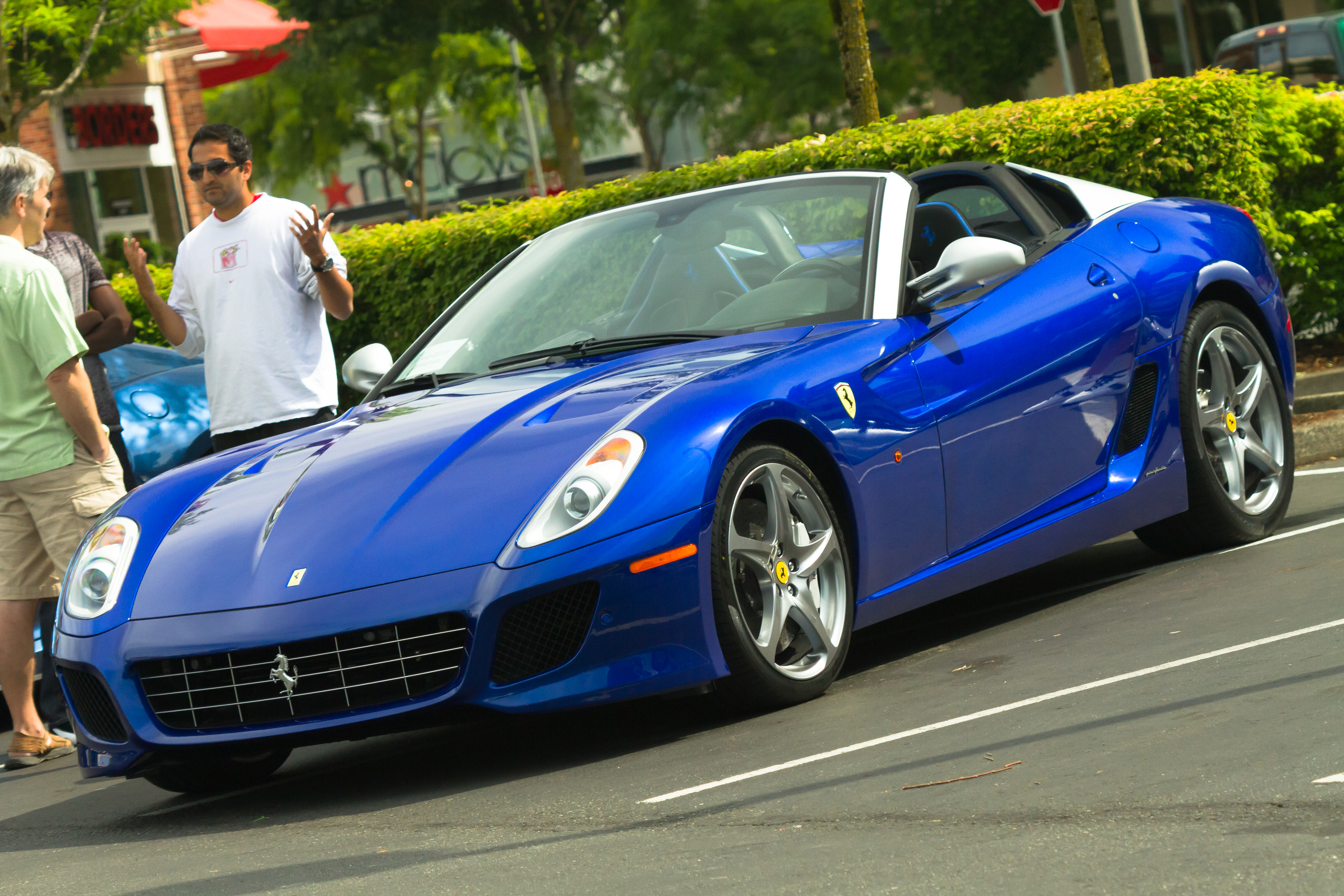
Ferrari SA Aperta

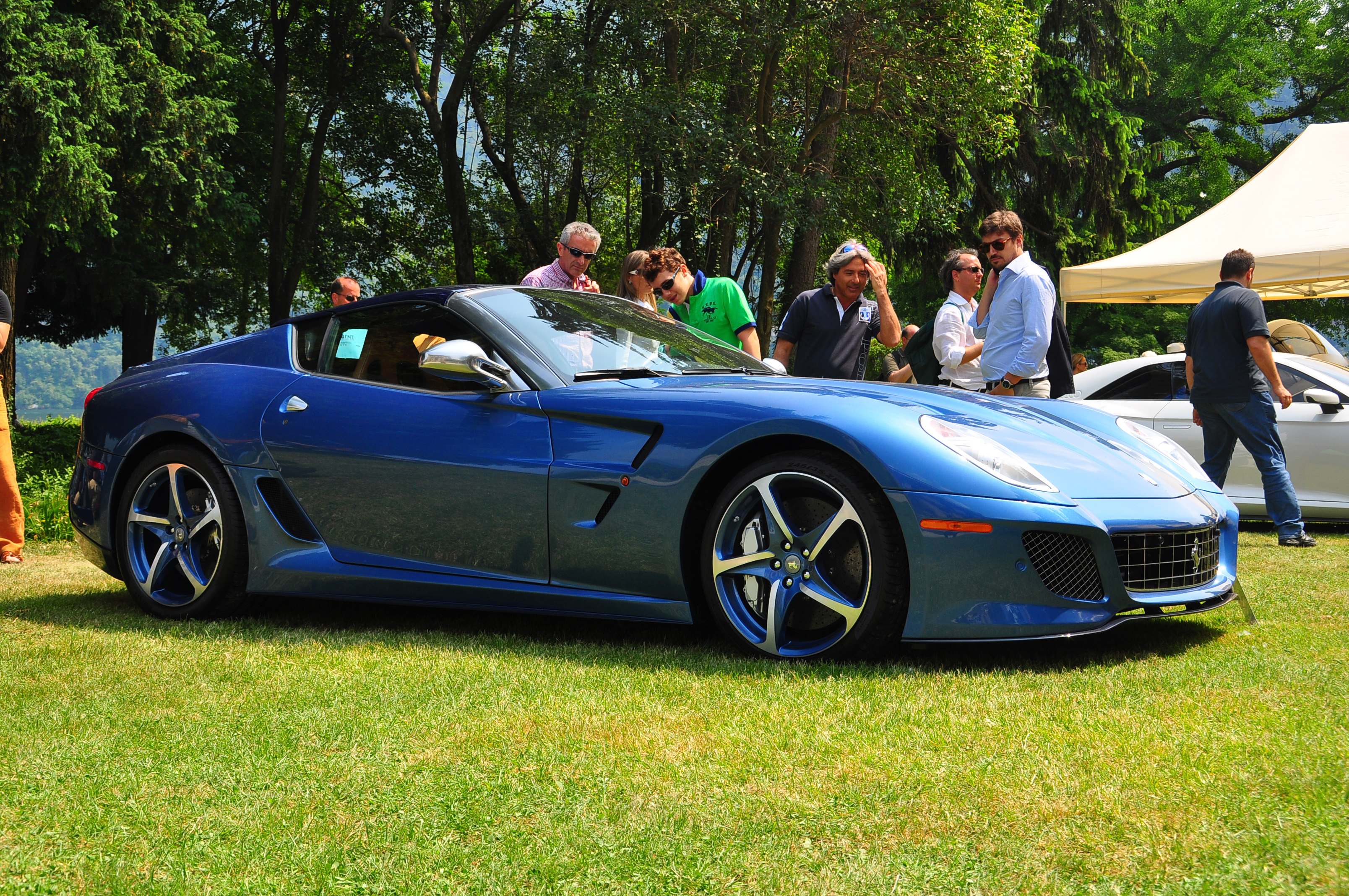
Ferrari Superamerica 45

Samochód został zaprezentowany na Geneva Motor Show w 2006 roku, zastępując popularny model 575M Maranello. Skrót GTB oznacza "Gran Turismo Berlinetta", a Fiorano to nazwa toru leżącego tuż przy fabryce Ferrari w Maranello.
Ferrari 599 GTB, pokrewny model do 612 Scaglietti, jest kolejnym modelem Ferrari, w którym zastosowano technologie z Formuły 1. Jak większość modeli tej firmy (prócz m.in. 612), GTB Fiorano oferuje 2 miejsca: dla kierowcy i dla pasażera. Pod kątem stylistycznym samochód przyniósł wyraźną metamorfozę w stosunku do poprzednika, wyróżniając się wąskimi, szeroko rozstawionymi reflektorami i dużym przednim wlotem powietrza. Tylne słupki zostały ukształtowane w celu zwiększenia o 25% mocy docisku.

### 599 XX
Podczas Geneva Motor Show w marcu 2010 roku zaprezentowane zostało Ferrari 599XX. Jest to pozbawiona homologacji drogowej wersja przeznaczona na nawierzchnię torową, będąca zarazem to najmocniejszą odmiana 599. Silnik V12 o pojemności 6 litrów generuje moc maksymalną 730KM, a moment obrotowy sięga 683 Nm. Samochód rozpędza się do 100 km/h w 3,3 sekundy, a maksymalnie osiąga prędkość 345 km/h, z kolei jego cena określona została w momencie premiery na 1,5 miliona euro. Rok później, w 2011 roku, Ferrari przedstawiło specjalną odmianę 599XX - Evolution Package.

### 599 GTO
Model 599 GTO powstał na bazie modelu 599XX, jako jego drogowy odpowiednik. W modelu 599 GTO zamontowano 670-konny silnik V12, a maksymalny moment obrotowy wynosi 620 Nm. Waga 599GTO wynosi 1495kg. Prędkość maksymalna nowego Ferrari to 335km/h, a czas rozpędzenia tego auta od 0 do 100km/h wynosi 3.3 sekundy. Samochód powstał w limitowanej serii 50 sztuk, mając swoją premierę podczas Geneva Motor Show 2010 i kosztując ok. 300 tysięcy funtów brytyjskich.

### 599 HGTE
Odmiana 599 HGTE przedstawiona została w marcu 2009 roku. Zyskała ona przeprojektowaną atrapę chłodnicy, inny wygląd dyfuzora, zastosowano usportowione oraz obniżone zawieszenie, zmieniono układ wydechowy oraz usprawniono przekładnię biegów. We wnętrzu pojawiło się więcej elementów wykonanych z karbonu oraz nowe, sportowe fotele. Ostatnią ważną zmianą w tym modelu było także zastosowanie nowego wzoru 20-calowych alufelg.

### 599 HY KERS
Model HY KERS zadebiutował w marcu 2010 roku jako pierwszy model Ferrari z napędem hybrydowym. Kluczowym rozwiązaniem zastosowanym w tym modelu, jest system hamowania rekuperacyjnego odzyskujący energię z hamowania. Standardowa jednostka napędowa pochodziła z modelu 599 GTB Fiorano; 12 cylindrów w układzie "V", pojemność 6.0l i moc maksymalna 620KM. Silnik elektryczny to z kolei jednostka o mocy 100KM dysponująca 137 Nm. Silnik ten znajduje się z tyłu 599 HY KERS, podczas gdy normalna jednostka napędowa jest umieszczona z przodu auta. Pojazd powstał w jednym egzemplarzu jako pojazd testujący technologię.

### SA Aperta
We wrześniu 2010 roku zadebiutowała specjalna, limitowana odmiana z nadwoziem targa o nazwie Ferrari SA Aperta. Nazwa pochodzi od imion braci Pininfarina (Sergio i Andrea) oraz "Aperta" - co oznacza "otwarty", nawiązując do typu nadwozia. Samochód zyskał obniżone nadwozie zintegrowane z aluminiowym pałąkami, co przełożyło się na lepsze właściwości aerodynamiczne. Silnik pochodzi z modelu 599 GTO - jest to 6-litrowe V12 o mocy 670 KM, z kolei wolumen produkcyjny został ograniczony do 80 egzemplarzy.

### Superamerica 45
W schyłkowym okresie produkcji 599 GTB Fiorano, w maju 2011 roku, Ferrari przedstawiło oparty na jego bazie specjalny model zbudowany w jednym egzemplarzu z myślą o wieloletnim kliencie firmy, amerykańskim biznesmenie Peterze Kalikowie. Ferrari Superamerica 45 podobnie jak poprzedni model o takiej nazwie zyskał nadwozie typu targa z obracającą się pod kątem 180 stopni taflą szkła nad przedziałem transportowym, a inną unikalną cechą tego modelu było nadwozie pomalowane w kolorze Blu Antille. Włoska firma nawiązała w ten sposób do zakupionego dokładnie 45 lat wcześniej pierwszego modelu sprzedanego Kalikowowi - Ferrari 400 Superamerica.

### Dane techniczne (599)
- Typ silnika: V12[1]
- Pojemność: 5998 cm³ (6,0 l)[1]
- Prędkość maksymalna: 333 km/h[1]
- Moc maksymalna: 620 KM przy 7600 obr./min[1]
- Maksymalny moment obrotowy: 608 Nm przy 5600 obr./min[1]
- 0-100 km/h: 3,6 s[1]
- Średnica cylindra x skok tłoka: 92x75,2 mm[1]
- Stopień kompresji: 11,2:1[1]
- Rozrząd: DOHC, 4 zawory na cylinder[1]
- Opony przednie: 8J x ZR 19[1]
- Opony tylne: 11J x ZR 20[1]